# Gilson Matos Moreira
Gilson Matos Moreira, noto semplicemente come Gilson (21 luglio 1961), è un giocatore di calcio a 5 brasiliano, campione del mondo con la nazionale brasiliana nel 1989.

## Carriera
Gilson ha partecipato alla spedizione brasiliana al FIFA Futsal World Championship 1989 in cui i verdeoro si sono laureati campioni del mondo. Si tratta dell'unico mondiale disputato dall'esterno.

## Palmarès
- Campionato mondiale: 1

Paesi Bassi 1989